# 오나카토미노 스케치카
오나카토미노 스케치카(일본어: 大中臣輔親)는 일본 중고36가선중 한명이다. 헤이안(平安) 중기의 귀족이자 가인(歌人)이다. 36가선중 한명이자 신기대부(神祇大副)였던 신관(神官) 오나카토미노 요시노부(大中臣能宣|おおなかとみの よしのぶ)의 장남이다.
간나(寛和|かんな)2년 (986년) 문장박사(文章博士)의 학도인 문장생(文章生)이 된다. 쇼라쿠(正暦|しょうりゃく)2년 (991년) 종5위하(従五位下), 조호(長保|ちょうほう)3년 (1001년)엔 이세신궁(伊勢神宮)의 제주(祭主)가 된다. 조겐(長元|ちょうげん)7년 (1034년) 종3위(従三位), 조겐 9년 (1036년)에 정3위(正三位)에 오른다.
오나카토미노 가문은 대대로 황족에게 영진(詠進;와카(和歌)를 지어 바침)했는데, 병풍에 수록되는 와카나, 가단(歌壇)에서도 그 입지가 두드러졌다. 아버지인 오나카토미노 요시노부의 병풍 와카가 유명하다.
습유와카집(拾遺和歌集, 습유화가집)에 1수(首)를 포함한 여타 칙찬와카집(勅撰和歌集)에 총 31수가 정리 되어 있다. 가집 도 내었다.